# Allan Smith
Allan Smith (Paisley, 6 novembre 1992) è un altista britannico.

## Palmarès
| Anno                                  | Manifestazione          | Sede       | Evento        | Risultato | Prestazione | Note                          |
| ------------------------------------- | ----------------------- | ---------- | ------------- | --------- | ----------- | ----------------------------- |
| In rappresentanza della Gran Bretagna |                         |            |               |           |             |                               |
| 2013                                  | Europei under 23        | Tampere    | Salto in alto | Bronzo    | 2,26 m      | Miglior prestazione personale |
| 2015                                  | Europei indoor          | Praga      | Salto in alto | 21º (q)   | 2,19 m      |                               |
| 2017                                  | Europei indoor          | Belgrado   | Salto in alto | 8º        | 2,18 m      |                               |
| 2017                                  | Universiadi             | Taipei     | Salto in alto | 4º        | 2,23 m      |                               |
| 2018                                  | Europei                 | Berlino    | Salto in alto | 15º (q)   | 2,21 m      |                               |
| In rappresentanza della Scozia        |                         |            |               |           |             |                               |
| 2018                                  | Giochi del Commonwealth | Gold Coast | Salto in alto | 5º        | 2,27 m      |                               |